# Палецкий, Андрей Дмитриевич
Князь Андрей Дмитриевич Палецкий (? — 25 сентября 1579) — голова и воевода на службе русского царя Ивана Васильевича Грозного.
Рюрикович в XVIII колене, из рода удельных князей Палецких, четвёртый сын боярина и воеводы князя Дмитрия Фёдоровича Палецкого Щереды (ум. 1561). Братья — князья Семён (ум. 1564), Василий (ум. 1567), Фёдор (ум. 1564) и Борис (ум. после 1579), а также имел сестру княжну Иулианию Дмитриевну, вышедшей в 1548 году за младшего брата царя Ивана Грозного  — князя Юрия Васильевича и возможно сестру, княжну № Дмитриевну, жена окольничего Василия Петровича Бороздина.

## Биография
В 1565 году князь Андрей Дмитриевич Палецкий служил 1-м воеводой в Орле, после чего был переведён в Новосиль. Через некоторое время отправлен с передовым полком к Великим Лукам против литовцев.
В 1566 году, в апреле, будучи в Москве, поручился за бояр, которые выступили поручителями по князю М.И. Воротынскому, в июле участвовал в совещании светских и церковных вельмож, обсуждавших предложение польского короля о перемирии, и высказался за продолжение Ливонской войны, за взятие королём многих лифляндских городов.
В 1569 — 1570 годах служил первым воеводой в Новосиле, несколько раз ходил в Поле против татар воеводою Большого полка с князем Шуйским. Когда татары подошли к самому Новосилю в сентябре 1571 года, новосильцы дали им отпор и взяли языка, которого отправили в Серпухов. Палецкий сообщил об этом царю. В том же году его перевели первым воеводой в Орёл и указано ему, когда сойдутся воеводы против крымцев, то быть ему воеводой Большого полка с князем Голицыным. С весны следующего года он уже первый воевода в Дедилове. Затем стоял сходным воеводой «на берегу» среди воевод Большого полка князя Михаила Ивановича Воротынского и Ивана Васильевича Шереметьева, в ожидании набега крымцев. Хан Девлет-Гирей пришёл тогда с огромными силами и сумел переправиться через Оку. Однако русские воеводы нагнали его у с. Воскресение в Молодях (в 70 км от Москвы) и заставили принять бой. Хан был разбит наголову и бежал в Степь, оставив весь обоз и собственное знамя. По оконцании крымского набега назначен воеводой Передового полка.
Осенью 1573 года князь Андрей Дмитриевич Палецкий ходил к Казани вторым воеводой полка левой руки против восставших луговых и горных черемисов. Весной 1574 года воевода в Дедилово и велено быть ему сходным воеводой Большого полка на берегу Оки с бояриным и князем Воротынским. В 1574 — 1575 годах охранял вновь строящийся город Кокшагу, в котором он годовал затем первым воеводой. Также весной 1575 года упомянут третьим головою Большого полка в Серпухове при боярине и князе Мстиславском, а в августе второй воевода Большого полка на берегу Оки.
Зимой 1576 года ходил к Колывани с артиллерией вторым воеводой войск левой руки и при нём четыре головы, а с апреля первый воевода в Данкове и велено ему по вестям сходиться с другими воеводами и быть воеводой Большого  полка. В 1577/1578 году ходил вторым воеводой из Пскова на помощь осажденным в Леневарде, оттуда — к Володимерцу, затем перешёл в Юрьев-Ливонский, а оттуда в мае — к Почепу и в июле послан вторым воеводой Передового полка к Кеси. В это время местничал с Ф. Шереметьевым, князем Ф. Лыковым и Д. Хворостининым, но по рассмотрению боярами этого дела, Государь приказал всем троим противникам князя Андрея Дмитриевича — обвинить последнего.
В 1578 году, по вестям о взятии литовцами Невчина отправлен к городу прибавочным воеводой, в декабре послан третьим воеводой войск левой руки против литовцев и лифляндцев и велено собирать ему детей боярских Черниговцев, Стародубцев и Черневцам в Пскове. По известиям об осаде Полоцка войсками Речи Посполитой отправлен с войском третьим воеводой на помощь городу. Когда воеводам нужно было спешно идти на Венден, князь А. Д. Палецкий затеял местнический спор с князем Василием Андреевичем Сицким. Пока воеводы выясняли отношения, хотя ему было отписано "взять списки и быть по росписи", специально присланным для этого дьяком Щелкановым, литовцы успели соединиться со шведами и внезапно напали на русских. Палецкий вместе с князем Иваном Юрьевичем Голицыным, Фёдором Васильевичем Шереметевым и Василием Яковлевичем Щелкаловым, бросив войско и младших воевод на произвол судьбы, бежали в Юрьев. Несмотря на его, в том же году, по получении известия о взятии литовцами Невгина, Палецкий был послан воеводой полка лев. руки против литовцев и ливонцев. Он с прочими воеводами должен был либо проникнуть в осажденный Полоцк, либо занять крепость Сокол. Последнее оказалось сделать легче, и воеводы вошли в город. Однако литовцы осадили крепость 19 сентября (уже 1580 года), зажгли её, ворвались туда, учинили резню, в которой погиб и Андрей Дмитриевич Палецкий.
По родословной росписи показан бездетным. Князь Андрей Дмитриевич был предпоследним в мужском поколении князей Палецкие. После его смерти все вотчины отошли его брату — князю Борису Дмитриевичу, последнему в роде.